# Moritz Kaposi

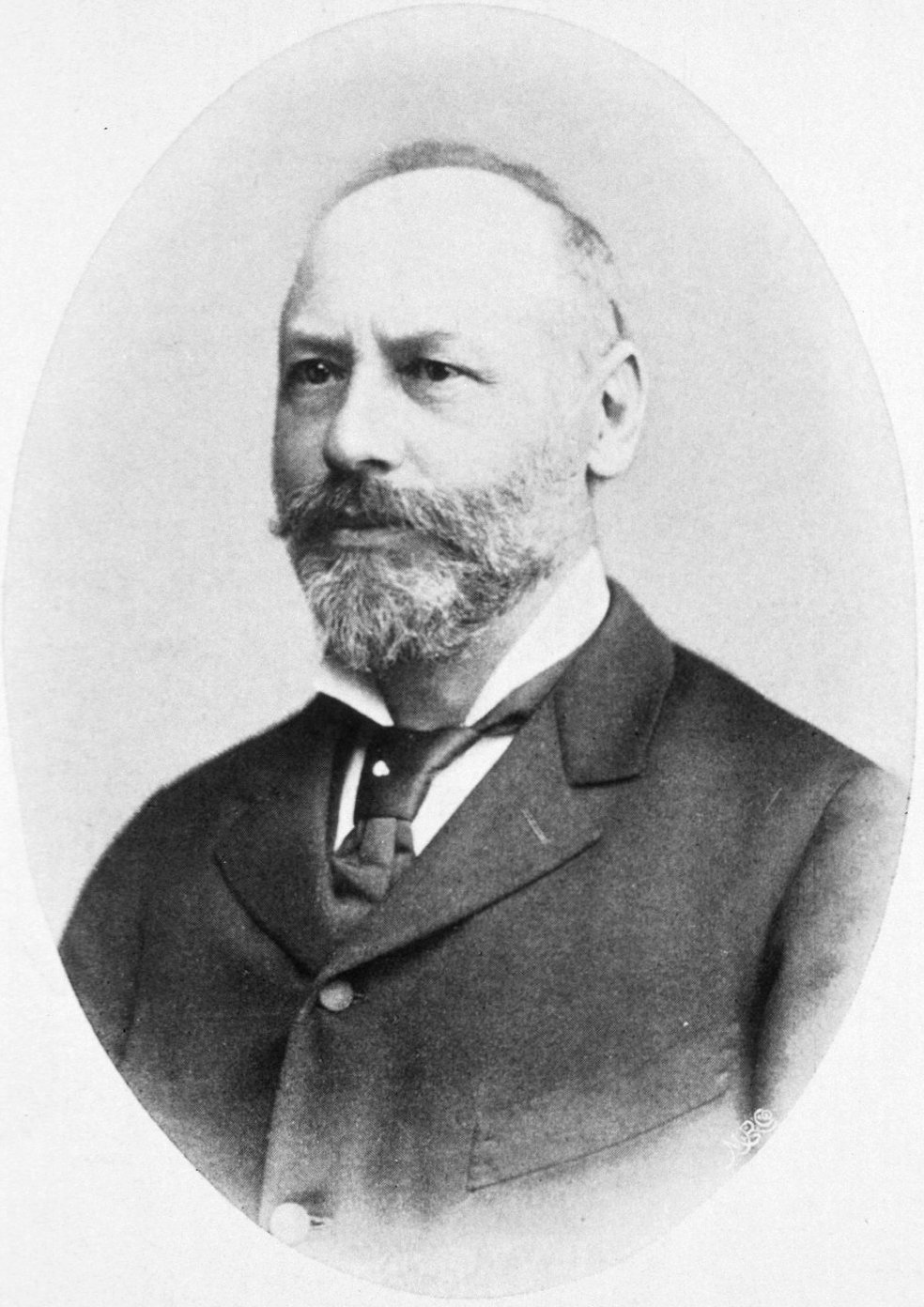
Moritz Kaposi

Móric Kohn Kaposi (Kaposvár, 23 oktober 1837 — Wenen, 6 maart 1902) was een Hongaars arts en dermatoloog die als ontdekker van het naar hem genoemde kaposisarcoom bekend werd. Ook Kaposi's varicelliforme eruptie, een gegeneraliseerde infectie met het herpes simplexvirus bij mensen met pre-existent atopisch eczeem, is naar hem genoemd.